# Notopleura longipedunculoides
Notopleura longipedunculoides är en måreväxtart som först beskrevs av Charlotte M. Taylor, och fick sitt nu gällande namn av Charlotte M. Taylor. Notopleura longipedunculoides ingår i släktet Notopleura och familjen måreväxter. Inga underarter finns listade i Catalogue of Life.